# Liste der Baudenkmäler in Schönberg (Oberbayern)

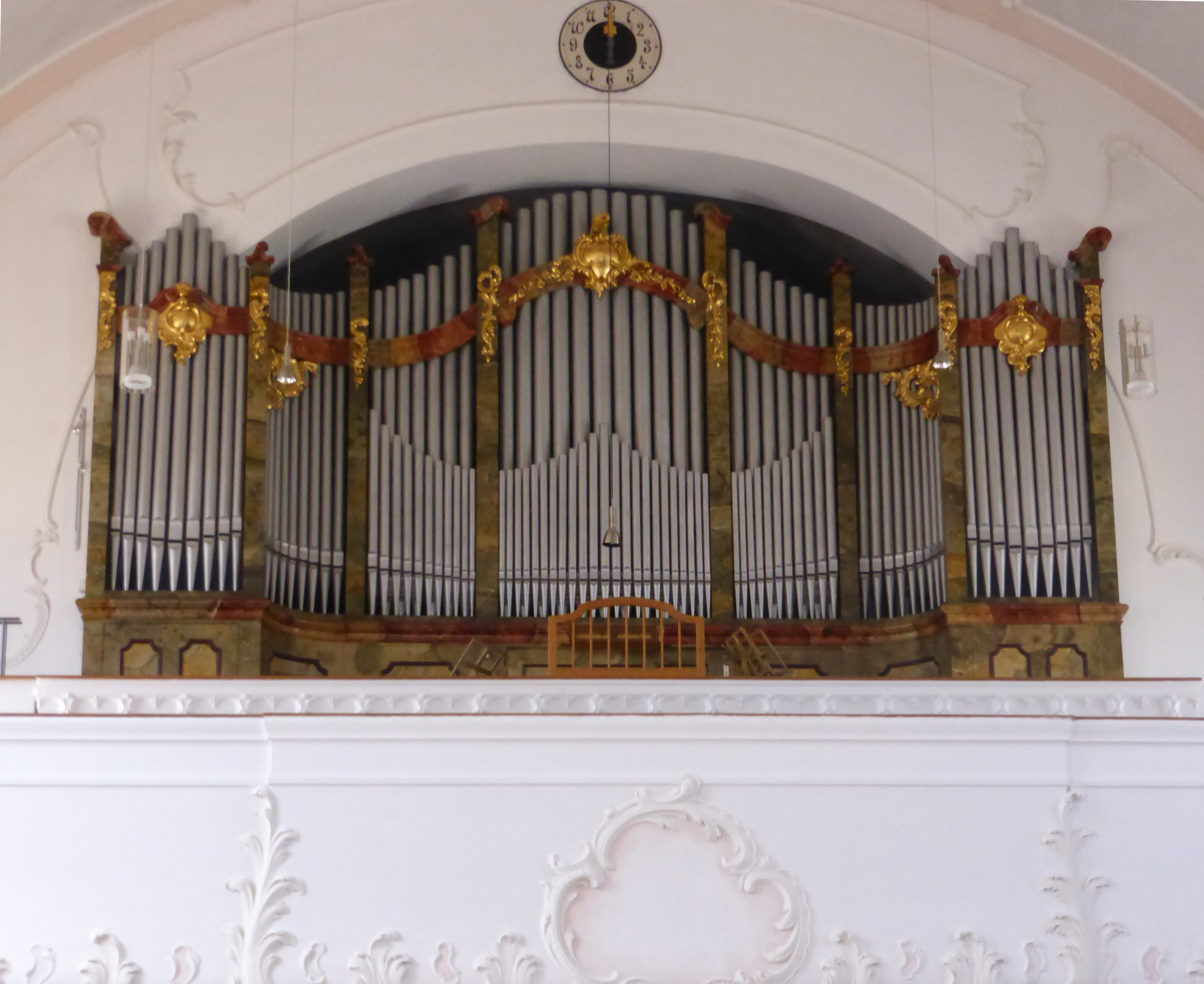
Orgel von St. Michael in Schönberg

Auf dieser Seite sind die Baudenkmäler in der oberbayerischen Gemeinde Schönberg zusammengestellt. Diese Tabelle ist eine Teilliste der Liste der Baudenkmäler in Bayern. Grundlage ist die Bayerische Denkmalliste, die auf Basis des Bayerischen Denkmalschutzgesetzes vom 1. Oktober 1973 erstmals erstellt wurde und seither durch das Bayerische Landesamt für Denkmalpflege geführt wird. Die folgenden Angaben ersetzen nicht die rechtsverbindliche Auskunft der Denkmalschutzbehörde.

## Baudenkmäler nach Ortsteilen

### Schönberg
| Lage                     | Objekt      | Beschreibung | Akten-Nr.    | Bild           |
| ------------------------ | ----------- | --- | ------------ | -------------- |
| Hauptstraße 1 (Standort) | St. Michael | Katholische Pfarrkirche, neubarocke Saalkirche, erbaut von Reißl, nach Plänen von Joseph Elsner, 1912–15, Turmuntergeschoß vom mittelalterlichen Vorgängerbau in den Neubau integriert; mit Ausstattung. Epitaphien, 17. Jahrhundert, 19. Jahrhundert, in die nördliche und südliche Friedhofsmauer eingelassen. | D-1-83-143-1 | weitere Bilder |

### Aspertsham
| Lage                     | Objekt             | Beschreibung | Akten-Nr.    | Bild           |
| ------------------------ | ------------------ | --- | ------------ | -------------- |
| Aspertsham 1 (Standort)  | St. Johann Baptist | Katholische Kuratiekirche, einschiffiger Bau mit dreiseitig geschlossenem Chor, 1524 vollendet, Obergeschoss und Spitzhelm des Westturms 1873; mit Ausstattung; südwestliche Friedhofsummauerung mit Stützpfeilern. | D-1-83-143-4 | weitere Bilder |
| Aspertsham 2 (Standort)  | Ehemalige Krämerei | Zweigeschossiger Bau mit Flachsatteldach und Giebelschrot, frühes 19. Jahrhundert. | D-1-83-143-5 | BW             |
| Aspertsham 9 (Standort)  | Bauernhaus         | Bauernhaus des ehemaligen Dreiseithofes, zweigeschossiger Bau mit Flachsatteldach und Lauben, frühes 19. Jahrhundert.                                                                                               | D-1-83-143-6 | BW             |
| Aspertsham 15 (Standort) | Bauernhaus         | Bauernhaus des Dreiseithofes, mit teilweise verputztem Blockbau-Obergeschoss und Traufschrot, 19. Jahrhundert; südlich Bundwerkstadel, 19. Jahrhundert.                                                             | D-1-83-143-7 | BW             |

### Weitere Ortsteile
| Lage                              | Objekt                                     | Beschreibung | Akten-Nr.     | Bild |
| --------------------------------- | ------------------------------------------ | --- | ------------- | ---- |
| Augental 4 (Standort)             | Stadel                                     | Bundwerkstadel des ehemaligen Vierseithofes, drittes Viertel 19. Jahrhundert. | D-1-83-143-8  | BW   |
| Braunrott, Treibelfeld (Standort) | Wegkapelle                                 | Satteldachbau, bezeichnet mit dem Jahr 1910; mit Ausstattung. | D-1-83-143-9  | BW   |
| Ellwichtern 5 (Standort)          | Katholische Filialkirche St. Georg         | kleiner mittelalterlicher Bau mit eingezogenem Chor und Dachreiter, 15. und 18. Jahrhundert; mit Ausstattung. | D-1-83-143-11 | BW   |
| Gauling 3 (Standort)              | Stadel                                     | Stadel des ehemaligen Dreiseithofes, mit Bundwerk und Halbwalm, angeblich 1796, teilerneuert; Schupfen, mit Riegelbundwerk, Mitte 19. Jahrhundert. | D-1-83-143-12 | BW   |
| Gehertsham 1 (Standort)           | Wohnstallhaus des Vierseithofes            | Zweigeschossiger Satteldachbau mit Putzornamentik und Figurennische, am Giebel bezeichnet mit dem Jahr 1853, Glockenständer bezeichnet mit dem Jahr 1920; östlich Nebengebäude, zweigeschossiger verputzter Satteldachbau, 19./20. Jahrhundert; südlich Stadel, zweigeschossiger Massivbau mit Satteldach, 19./19. Jahrhundert.                  | D-1-83-143-13 | BW   |
| Gehertsham (Standort)             | Feldkapelle                                | Satteldachbau, 19. Jahrhundert. | D-1-83-143-14 | BW   |
| Hanging 9 (Standort)              | Stadel                                     | Stadel, mit Riegelbundwerk und Gitterfeld, zweites Viertel 19. Jahrhundert. | D-1-83-143-16 | BW   |
| Hanging 10 (Standort)             | Wohnstallhaus des ehemaligen Dreiseithofes | Mitterstubenhaus mit Blockbau-Obergeschoss, Mitte 19. Jahrhundert. | D-1-83-143-17 | BW   |
| Hofering 1 (Standort)             | Stadel                                     | Ehemaliger Parallelstadel des Vierseithofes mit Gitterbundwerk, drittes Viertel 19. Jahrhundert, teilerneuert. | D-1-83-143-19 | BW   |
| Hub 2 (Standort)                  | Stadel                                     | Stadel, mit Halbwalmdach, zum Teil massiv, nach außen reiches Gitterbundwerk, gegen Mitte 19. Jahrhundert. | D-1-83-143-21 | BW   |
| Michaelhölzl 3 (Standort)         | St. Michael                                | Kapelle, Achteckbau mit Zeltdach und Dachreiter, am Eingang bezeichnet mit dem Jahr 1597; mit Ausstattung. | D-1-83-143-23 | BW   |
| Osenhub (Standort)                | Bauernhof                                  | Vierseithof, mit Zierputzarchitektur in italienischer Tradition; Wohnstallhaus, firstgedrehtes Ziegel-Stockhaus mit Stallgewölbe, Figurennische mit Kruzifixus, 19. Jahrhundert; östliches Nebengebäude, zweigeschossig, am Nordgiebel bezeichnet mit dem Jahr 1885; südlich Bundwerkstadel, mit Gitterzonen, 19. Jahrhundert.                   | D-1-83-143-25 | BW   |
| Reichenrott 3 (Standort)          | Kapelle                                    | Kapelle mit Treppengiebel, bezeichnet mit dem Jahr 1901; mit Ausstattung. | D-1-83-143-26 | BW   |
| Scheuneck 1 (Standort)            | Bildstock                                  | Kleiner Satteldachbau, erste Hälfte 19. Jahrhundert; beim Hof. | D-1-83-143-28 | BW   |
| Sitzing 3 (Standort)              | Wohnstallhaus                              | Zweigeschossiger Satteldachbau mit Putzornamentik, bezeichnet mit dem Jahr 1862; Schupfen mit Blockbau-Traidboden, 18./19. Jahrhundert. | D-1-83-143-29 | BW   |
| Straß 1 (Standort)                | Wohnstallhaus des ehemaligen Vierseithofes | Zweigeschossig mit Flachdach, Blockbau-Kniestock und Korbbogentor, wohl Mitte 19. Jahrhundert. | D-1-83-143-30 | BW   |
| Unterscheuern 1 (Standort)        | Wohnstallhaus                              | Firstgedrehtes Stockhaus mit Blockbauoberteil, Anfang 19. Jahrhundert, Glockenständer bezeichnet mit dem Jahr 1908; Querstadel mit Bundwerk, Spätform Ende 19. Jahrhundert. | D-1-83-143-31 | BW   |
| Unterweinbach 6 (Standort)        | Katholische Kirche St. Stephan             | kleine Saalkirche mit Dachreiter, 15. Jahrhundert; mit Ausstattung. | D-1-83-143-32 | BW   |
| Wiesling 2 (Standort)             | Stadel                                     | Stallstadel des Vierseithofes, mit Bundwerk und bemalten Toren, erbaut 1860; östlich Remise des Vierseithofes, Ziegelbau mit Putzornamentik, erbaut 1846. | D-1-83-143-34 | BW   |
| Wollerding 3 (Standort)           | Vierseithof                                | Nördlich Wohnstallhaus, zweigeschossiger langgestreckter Satteldachbau mit reichen Putzfriesen und barockem Kruzifix in Fensternische, um 1860; westlich Gitterbundwerkstadel, drittes Viertel 19. Jahrhundert; östlich zweigeschossiges Nebengebäude, mit reichen Putzfriesen, um 1860; südlich langgestreckter Wirtschaftstrakt, wohl um 1860. | D-1-83-143-35 | BW   |

## Ehemalige Baudenkmäler
In diesem Abschnitt sind Objekte aufgeführt, die früher einmal in der Denkmalliste eingetragen waren, jetzt aber nicht mehr. Objekte, die in anderem Zusammenhang also z. B. als Teil eines Baudenkmals weiter eingetragen sind, sollen hier nicht aufgeführt werden. Aktennummern in diesem Abschnitt sind ehemalige, jetzt nicht mehr gültige Aktennummern.

| Lage                   | Objekt | Beschreibung | Akten-Nr.     | Bild |
| ---------------------- | ------ | --- | ------------- | ---- |
| Scheuneck 1 (Standort) | Stadel | Stadel des Dreiseithofes, zweitennig, mit Flachdach und Gitterbundwerk, bezeichnet mit dem Jahr 1858 u. Initialen AS (Alois Senftl). | D-1-83-143-27 | BW   |